# Lich

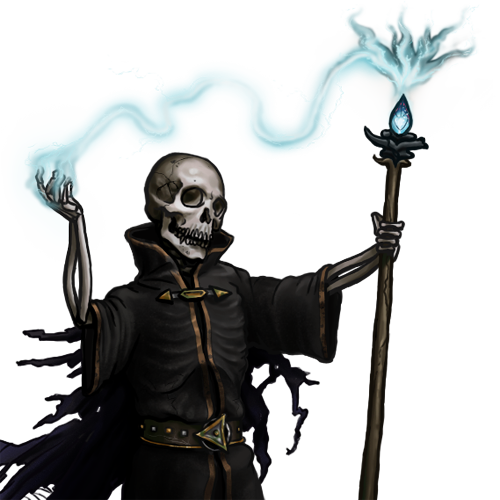
Rappresentazione artistica di un lich nel videogioco Battle for Wesnoth

Il termine lich deriva dalla parola in inglese antico līc, "cadavere". La parola è entrata nel vocabolario del fantasy moderno con diverse accezioni specifiche, tutte riferibili a qualche forma di creatura non-morta dotata di poteri magici. Uno dei primi usi del termine nella letteratura fantasy si trova nell'opera di Clark Ashton Smith (Empire of the Necromancers); fu invece nel contesto del gioco di ruolo Dungeons & Dragons che "Lich" fu per la prima volta utilizzato per indicare un particolare genere di creatura non-morta (e quindi non in senso generico). 

## I lich nel fantasy
In Dungeons & Dragons, e in molte altre ambientazioni fantasy ispirate al gioco, un lich è un mago, o più in generale un incantatore, che ha ottenuto l'immortalità attraverso la magia nera trasformandosi in un non-morto, ma ha conservato la propria volontà e i propri poteri magici. Durante questo processo, il lich perde la sua anima, che deve essere conservata in uno speciale recipiente chiamato filatterio. Distruggere il filatterio di un lich è l'unica maniera di uccidere questa creatura: la distruzione del suo corpo fisico, infatti, porterà semplicemente il lich a un processo di ringiovanimento, ovvero di creazione di un nuovo corpo dopo un determinato periodo di tempo.
In Dungeons & Dragons e in molte sue ambientazioni i lich sono fra le creature più potenti e malvagie; persino alcuni dèi sono stati lich in passato. Un lich che abbia vissuto molto a lungo può diventare un semilich (o Demilich), una creatura ancora più potente ed esoterica, capace di viaggiare attraverso i "piani dell'esistenza". Questo gli è possibile grazie alle gemme dell'anima, dei cristalli in cui il Demilich può intrappolare le anime degli esseri viventi e adoperarle come vere e proprie "batterie" per alimentare i suoi poteri quasi divini. Da notare che in D&D sono presenti anche lich "benevoli" che hanno accettato un destino come morti viventi per perseguire un obiettivo.
Fra le altre ambientazioni fantasy che hanno adottato la figura di lich sulla scorta di quella di D&D si possono citare numerosi videogiochi: NetHack, Darksiders II, Guild Wars, Warcraft III e World of Warcraft: Wrath of the Lich King, Eternal Darkness: Sanity's Requiem, Gauntlet: Dark Legacy, le serie di Might and Magic, Final Fantasy, Ultima, The Elder Scrolls, Enter The Gungeon e Disciples. Fra i giochi di ruolo in cui compaiono i lich si contano Mage: The Ascension, Warhammer Fantasy Roleplaying e Shadowrun. Anche nella letteratura i lich ispirati a D&D contano numerose apparizioni: tra le altre, quella in Perdido Street Station di China Miéville (dove sono definiti "tànati"), nel Conan and the Sorcerer di Andrew J. Offutt (parodia del 1978 dei romanzi di Conan), e nella serie Rise to Heaven.
Da ricordare anche Skeletor, antagonista della fortunata serie d'animazione e fumetti Masters of the Universe che è effettivamente uno stregone non-morto, ovvero un Lich, anche qui mai chiamato in tal modo. Anche due film d'animazione hanno come antagonista un Lich. Il primo è il classico della Walt Disney Taron e la pentola magica, l'altro invece è un film della 20th Century Fox Anastasia.
Nel primo il tirannico re di Prydain il Re Cornelius, mostrato come un ibrido tra uno scheletro e un demone, è un Lich dotato di enormi poteri oscuri con l'obiettivo di impossessarsi della “Pentola Magica” per creare un esercito di guerrieri immortali infondendo la vita nei cadaveri dei secoli passati. Il suo piano riesce ma alla fine del film viene sconfitto dalla stessa magia che aveva cercato di dominare essendone assorbito. Inspiegabilmente non mostra di avere nessun filatterio in cui conserva la sua anima.
Nel film del 1997, Anastasia, l'antagonista è Rasputin, un sacerdote che è diventato un Lich dopo aver fatto un patto con il Diavolo per distruggere la famiglia Romanov. Diversamente dal Lich della Disney, Rasputin mostra di avere un filatterio in cui tiene la sua anima e che è anche la chiave dei suoi poteri oscuri. Quando all'inizio del film affoga sotto il ghiaccio, non ringiovanisce ma viene in seguito mostrato rimasto tale com'era nell'aspetto fisico solo indebolito dal tempo (probabilmente perché il suo corpo non è stato distrutto), inoltre, non ritorna sulla terra, ma rimane intrappolato in un limbo sospeso tra la terra e l'aldilà, dal quale riesce a fuggire solo dopo essere rientrato in possesso dei suoi poteri e dopo aver capito che deve uccidere personalmente l'unico membro sopravvissuto della famiglia Romanov. Il suo filatterio è un reliquiario dal quale fuoriescono dei piccoli spiriti verdi simili a demoni. Alla fine del film viene definitivamente sconfitto da Anastasia, che distrugge il suo reliquiario dopo aver capito che esso è l'unica cosa capace di tenerlo in vita.
Anche nella serie animata Adventure Time il Lich è uno stregone immortale intrappolato in un guscio di ambra e liberato da una lumaca posseduta dai suoi poteri oscuri e maligni.
Nella serie Square-Enix Final Fantasy, Lich è il boss custode del potere del tempio della terra, rinato dopo la morte. In Final Fantasy XII il Lich, come dice il bestiario del gioco stesso, è un non-morto la cui violenza è direttamente proporzionale alle opere di carità che ha fatto nella vita terrena.